# Aravat Sabejev
Aravat Sabejev (Sabety) (rusky Арават Сабеев), (osetsky Сабеты Сергейы фырт Арават) (německy Arawat Sabejew) (* 24. září 1969) je bývalý sovětský a kazachstánský zápasník volnostylař osetského původu, olympijský medailista z roku 1996, který od roku 1992 reprezentoval Německo.

## Sportovní kariéra
Vyrůstal v Karagandě v dnešním Kazachstánu. Jeho děd Viktor, původem ze Severní Osetie působil od konce padesátých let jako propagátor a trenér volného stylu v této středoasijské zemi. Připravoval se od dětství pod vedením svého otce Sergeje. Matka Olga je ruského původu. V roce 1987 narukoval na vojnu do běloruského Hrodna, odkud se v roce 1988 dostal do sovětské seniorské reprezentace. Jeho dva tituly mistra Evropy z let 1989 a 1990 se tak nepočítají do statistik Kazachstánu, Ruska nýbrž Běloruska.
V roce 1991 přestal existovat Sovětský svaz a uvolnění hranic využil k přesunu do Německa, kde v roce 1992 získal státní občanství. Žil v Schifferstadtu, kde byl členem bundesligového zápasnického týmu. V roce 1996 se kvalifikoval na olympijské hry v Atlantě. Ve druhém kole rozdílem třídy podlehl Sagidu Murtazalijevu z Ukrajiny, ale v opravách chytil druhý dech a získal bronzovou olympijskou medaili. V roce 1997 ukončil své působení v německé reprezentaci. S blížícím olympijským rokem 2000 se však vrátil a kvalifikoval se na olympijské hry v Sydney. V základní skupině prohrál s Gruzíncem Eldarem Kurtanydzem a obsadil 9. místo. Bylo to jeho poslední vystoupení v německé reprezentaci.

## Výsledky
| Turnaj             | Sovětský svaz | Sovětský svaz | Sovětský svaz | Německo    | Německo    | Německo    | Německo    | Německo    | Německo    | Německo    | Německo    | Německo    |
| Turnaj             | 1989          | 1990          | 1991          | 1992       | 1993       | 1994       | 1995       | 1996       | 1997       | 1998       | 1999       | 2000       |
| Turnaj             | 21            | 22            | 23            | 24         | 25         | 26         | 27         | 28         | 29         | 30         | 31         | 32         |
| Turnaj             | těžká váha    | těžká váha    | těžká váha    | těžká váha | těžká váha | těžká váha | těžká váha | těžká váha | těžká váha | těžká váha | těžká váha | těžká váha |
| ------------------ | ------------- | ------------- | ------------- | ---------- | ---------- | ---------- | ---------- | ---------- | ---------- | ---------- | ---------- | ---------- |
| Olympijské hry     |               |               |               | —          |            |            |            | 3.         |            |            |            | 9.         |
| Mistrovství světa  | —             | —             | —             |            | 4.         | 1.         | 2.         |            | 10.        | —          | —          |            |
| Mistrovství Evropy | 1.            | 1.            | —             | —          | 1.         | —          | 3.         | 5.         | 3.         | —          | —          | 2.         |